# SOTUS S: The Series
SOTUS S: The Series è una serie televisiva thailandese, adattamento della graphic novel "SOTUS" di BitterSweet, trasmessa su One31 dal 9 dicembre 2017 al 10 marzo 2018, sequel della precedente SOTUS: The Series - Phi wak tua rai kap nai pi nueng. È stata distribuita anche su Line TV e YouTube.

## Trama
Sono passati tre anni da quando Kongpob e i suoi amici hanno cominciato a frequentare università, e ora sono i senior scelti per impartire il metodo S.O.T.U.S. alle matricole, mentre Arthit, diplomatosi, ha invece cominciato a lavorare all'ufficio acquisti di un'azienda. Gli impegni che i due hanno da capo dei bulli e impiegato cominciano però a mettere a dura prova il loro amore a causa del poco tempo libero.

## Personaggi e interpreti

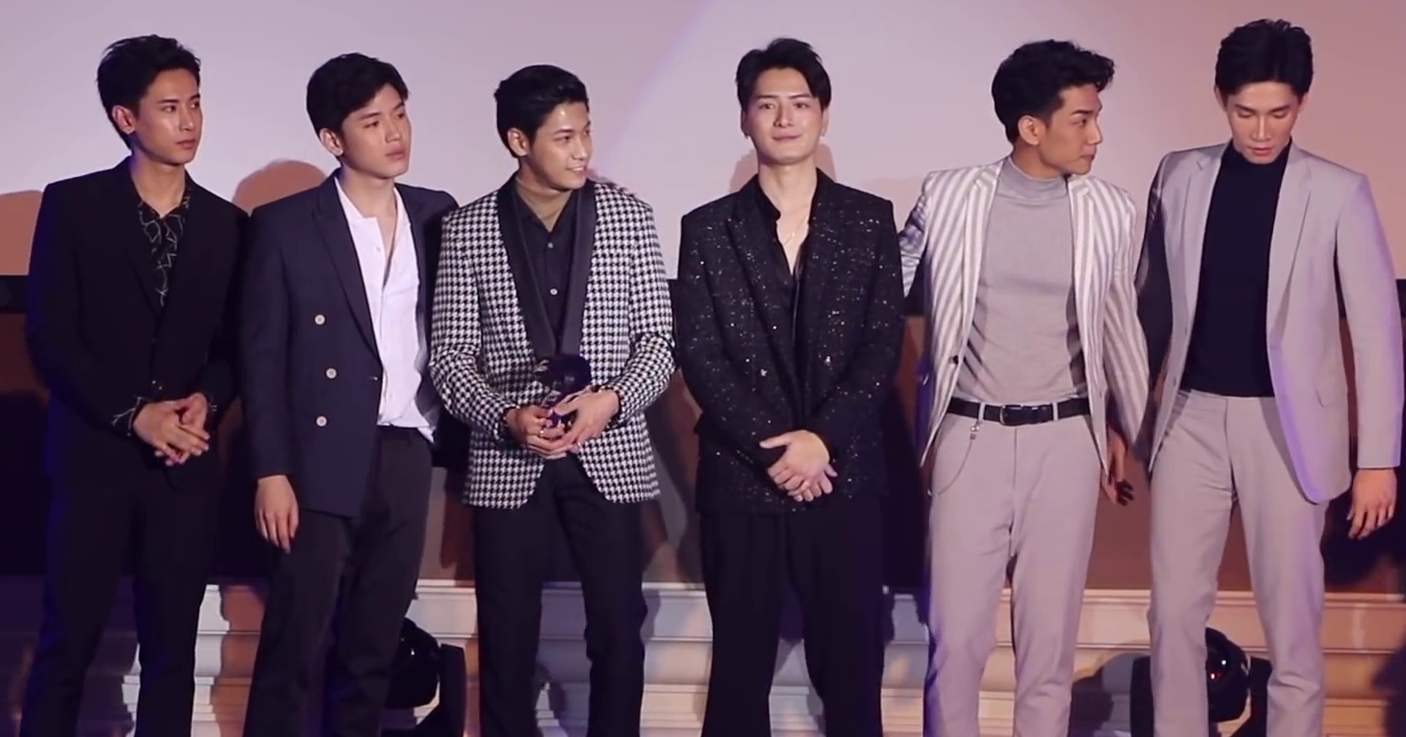
Parte del cast agli Attitude Magazine Awards 2018: Oaujun, New, Singto, Krist, Nammon e Guy

### Principali
- Kongpob, interpretato da Prachaya Ruangroj "Singto".
- Arthit, interpretato da Perawat Sangpotirat "Krist".
- Tew, interpretato da Korn Khunatipapisiri "Oaujun".
- Dae, interpretato da Pattadon Jan-Ngern "Fiat".
- Nai, interpretato da Krittanai Arsalprakit "Nammon".
- Yong, interpretato da Sivakorn Lertchuchot "Guy".
- M, interpretato da Thitipoom Techaapaikhun "New".
- May, interpretata da Neen Suwanamas.

### Ricorrenti
- Todd, interpretato da Kunchanuj Kengkarnka "Kun".
- Earth, interpretata da Oranicha Krinchai "Proud".
- Khao Fang, interpretata da Puimek Weerayuttvilai "Puimekster".
- John, interpretato da Nachat Juntapun "Nicky".
- Cherry, interpretato da Korawit Boonsri "Gun".
- Som-oh, interpretata da Suttatip Wutchaipradit "Ampere".
- Prem, interpretato da Chanagun Arpornsutinan "Gunsmile".
- Bright, interpretato da Jumpol Adulkittiporn "Off".
- Maprang, interpretata da Maripha Siripool "Wawa".
- Knot, interpretato da Ittikorn Kraicharoen "Ice".
- Tutah, interpretato da Khamchoo Natthawaranthorn "Omega".
- Praepailin, interpretata da Ployshompoo Supasap "Jan".
- Oak, interpretato da Naradon Namboonjit "Prince".
- Durian, interpretata da Nararak Jaibumrung "Ten".

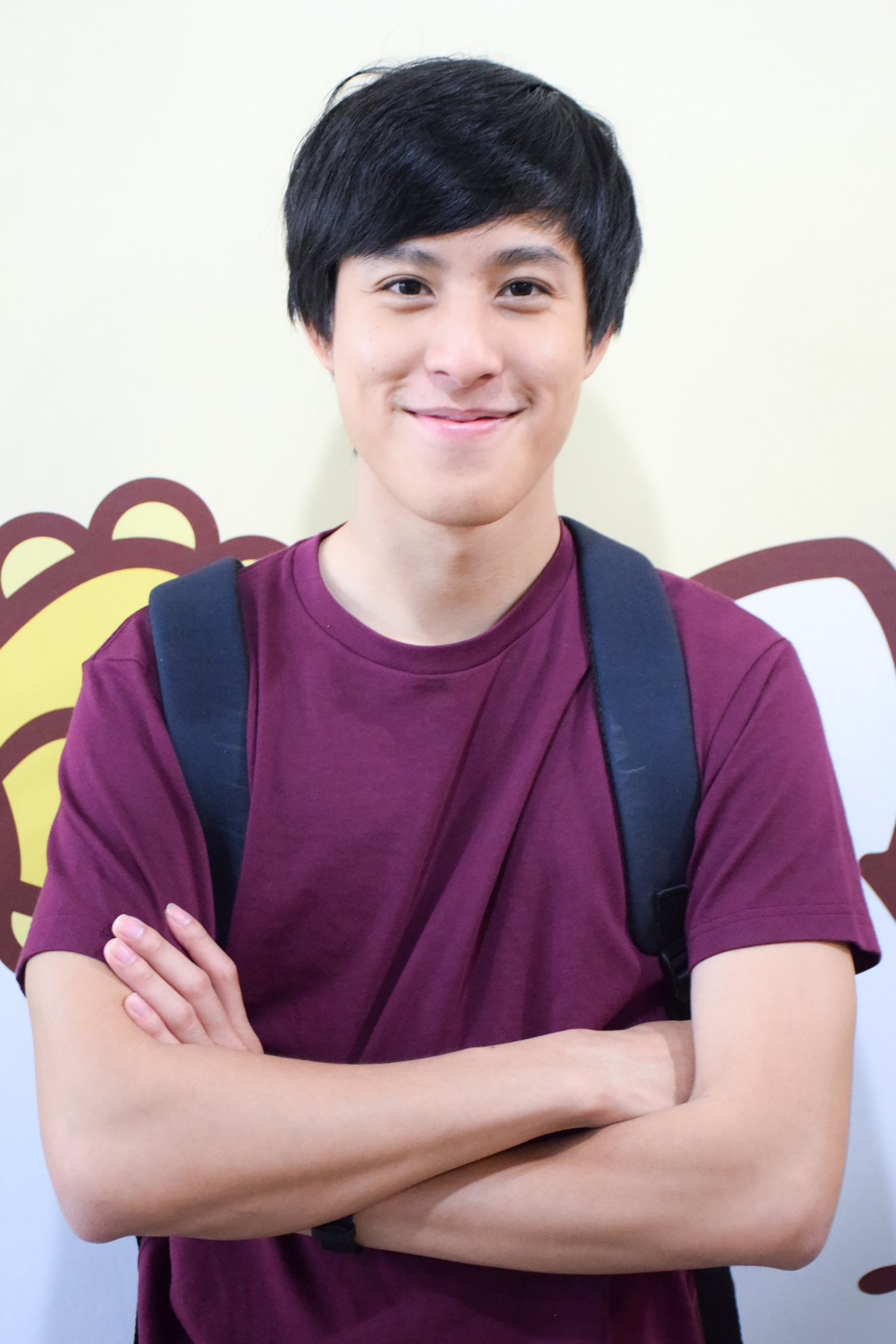
Kunchanuj Kengkarnka
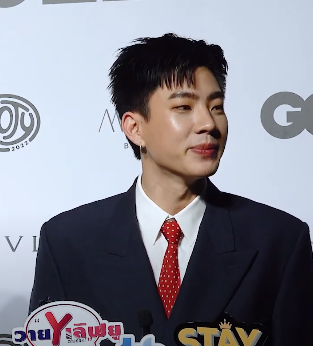
Jumpol Adulkittiporn

## Episodi
| Stagione       | Episodi | Prima TV  |
| -------------- | ------- | --------- |
| Prima stagione | 13      | 2017-2018 |

## Riconoscimenti
Line TV Awards
- 2018 - Coppia migliore a Prachaya Ruangroj e Perawat Sangpotirat[3]

sanook! Sud Yod VOTE OF THE YEAR 2017
- 2018 - Miglior accoppiata a Prachaya Ruangroj e Perawat Sangpotirat[4]

Attitude Magazine Awards
- 2018 - Serie televisiva preferita dell'anno[5]

## Spin-off
Alla coppia formata da Kongpop e Arthit è dedicato il 5º episodio della miniserie Our Skyy.